# إيمة إسفينية
إيمة إسفينية (الاسم العلمي: Imma cuneata) هي نوع من الحشرات تتبع جنس الإيمة من فصيلة الإيميات.